# Angol muskátli
Az angol muskátli (Pelargonium grandiflorum) a gólyaorrvirágúak (Geraniales) rendjébe, ezen belül a gólyaorrfélék (Geraniaceae) családjába tartozó faj.

## Története
Az angol muskátli legvalószínűbb őse, a dél-afrikai, 80 centiméter magas, Pelargonium inquinans. Ezt a növényt a 19. század elején Franciaországban kezdték nemesíteni. Az angol muskátlit különféle hibrideknek a többszörös keresztezésével hozták létre.

## Megjelenése
Ennek a növénynek erősen fogazott, karéjos levelű szép változatai vannak. Fő jellemzője az, hogy virágszirmai mindig két vagy több színűek.

## Szaporítása
Az angol muskátlit dugványról szaporítjuk, de a termesztése sok tekintetben sajátos. Az angol muskátli ugyanis laza, levegős talajt kíván.

## Képek

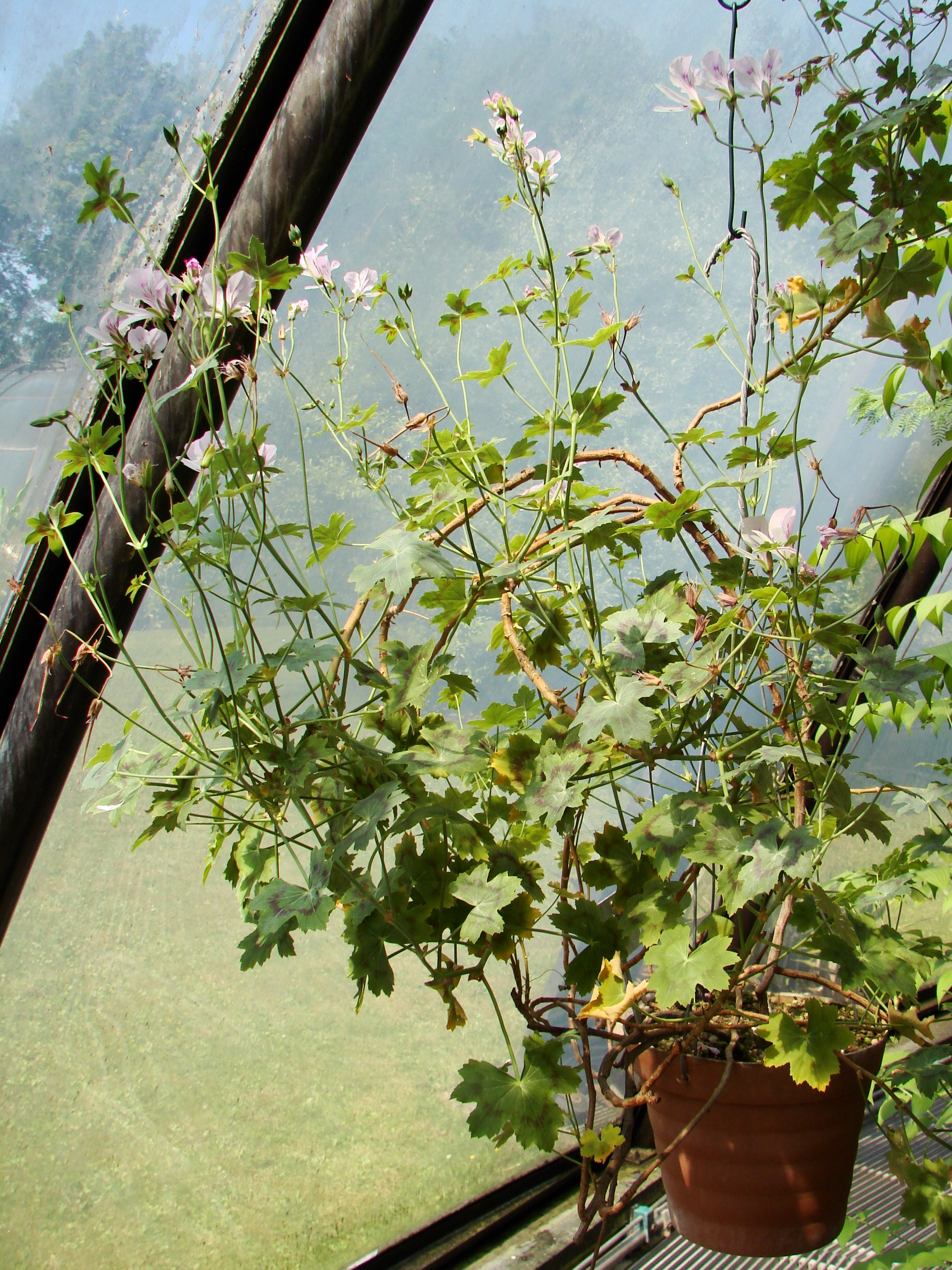
A növény
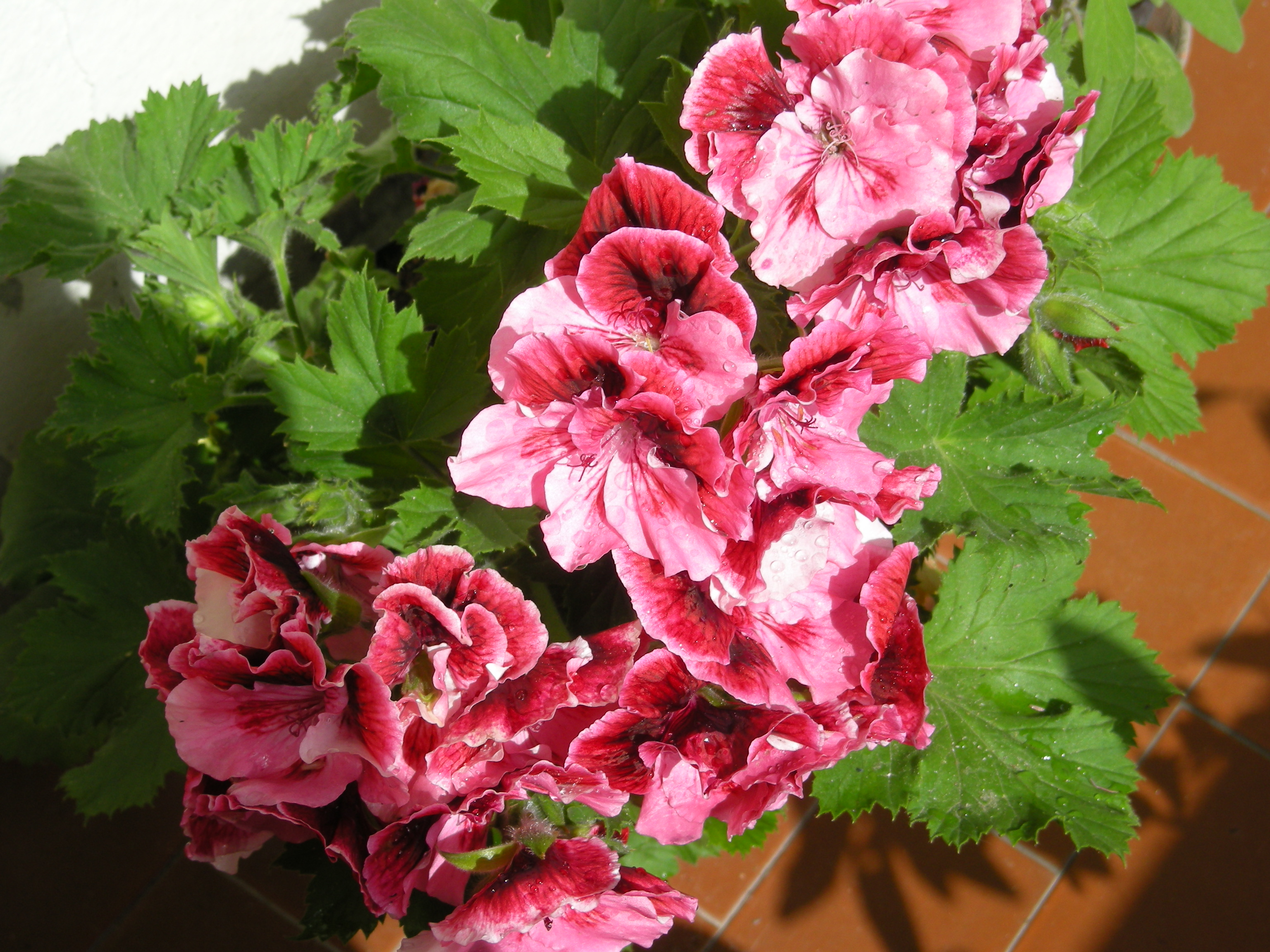
Virágai különféle
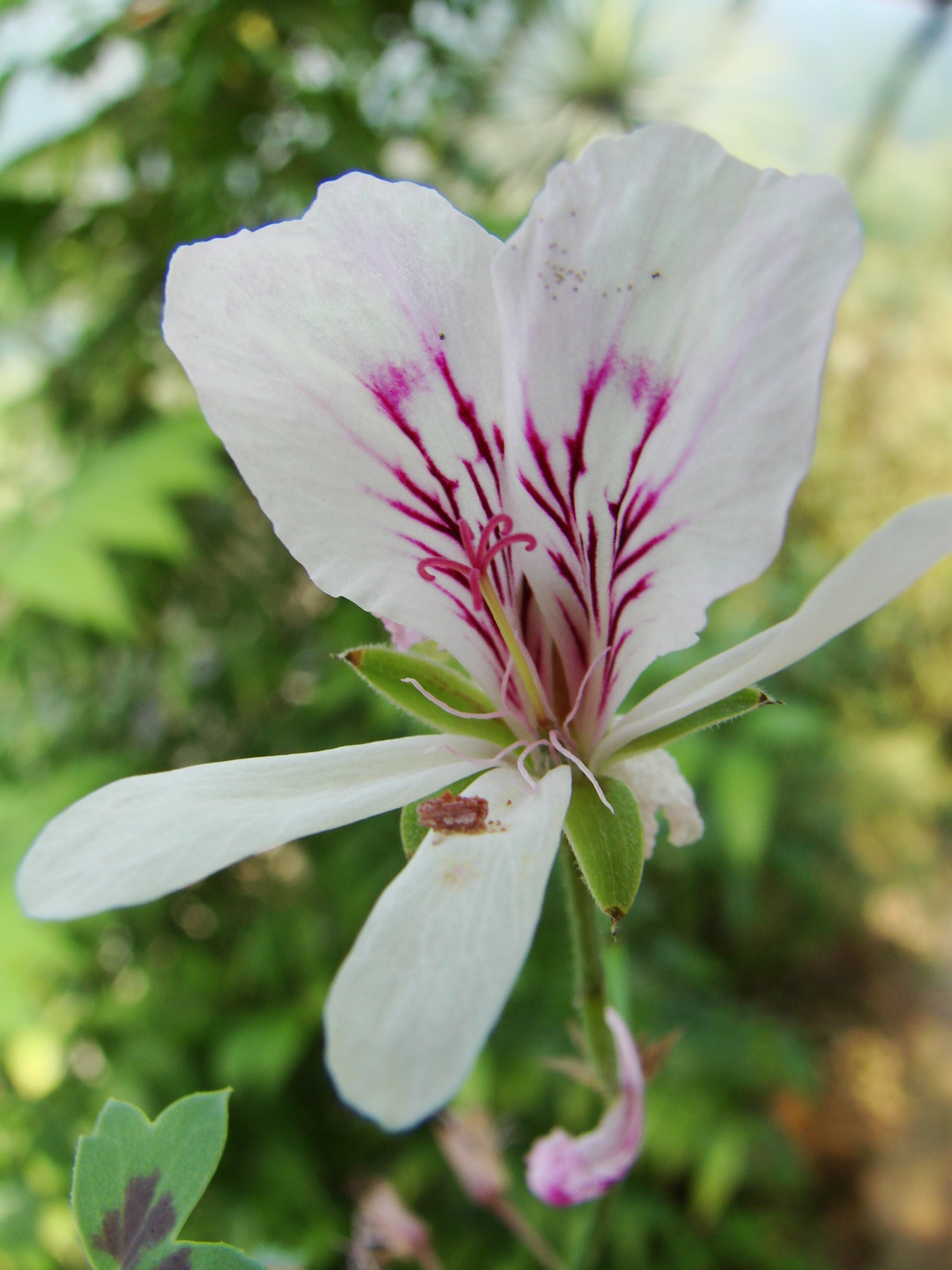
színváltozatokban
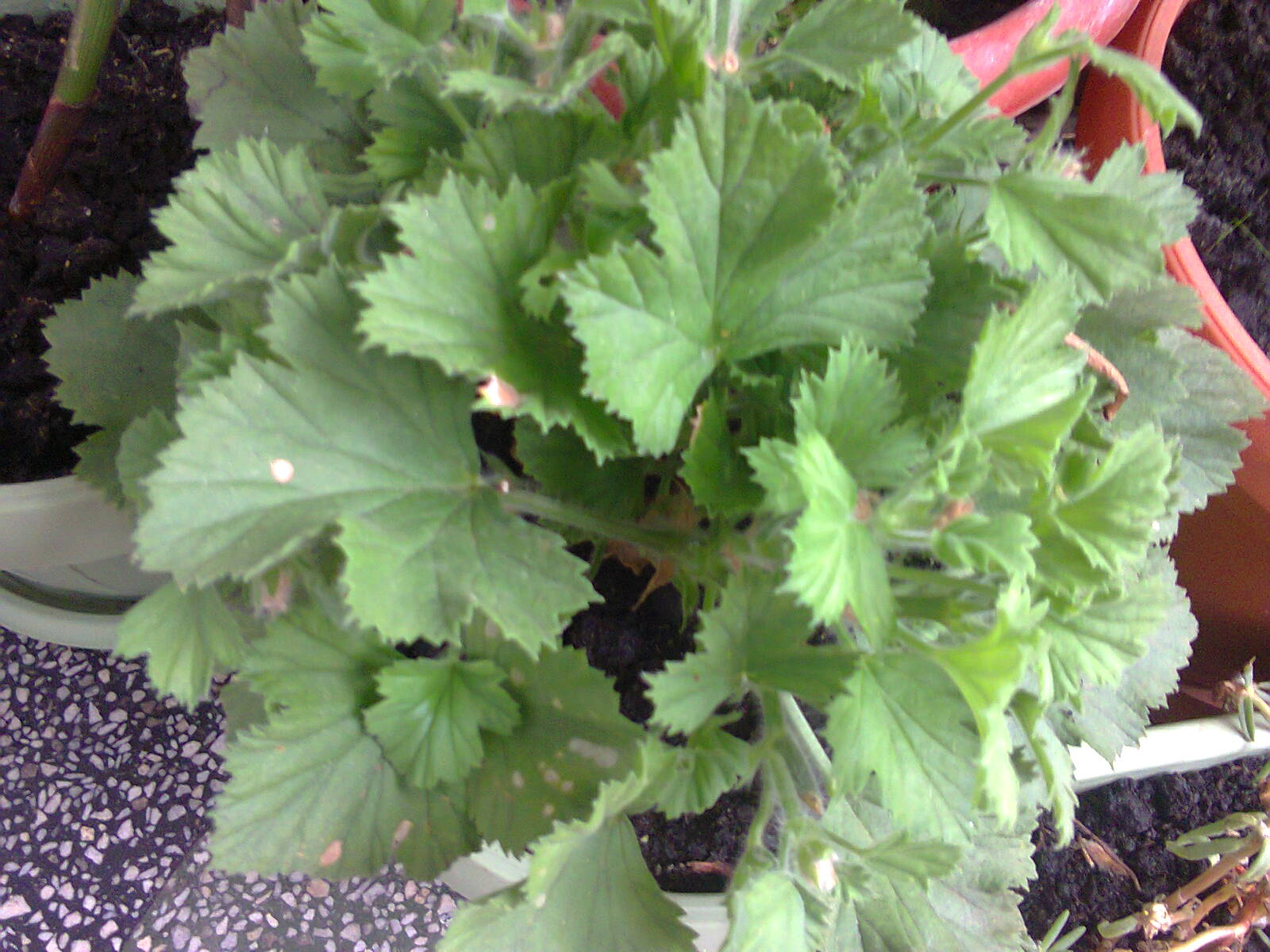
A levelei
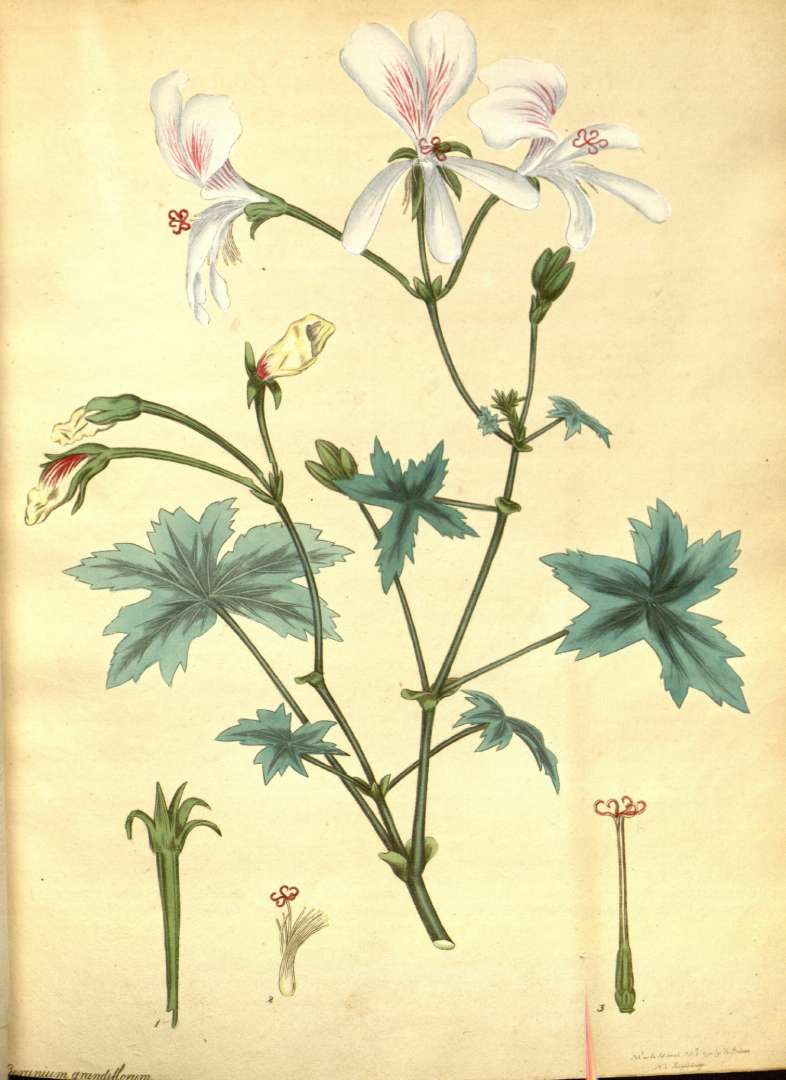
Rajz a növényről